# Henry Alsop Riley
Henry Alsop Riley (ur. 23 lipca 1887 w Nowym Jorku, zm. 1 listopada 1966 tamże) – amerykański lekarz neurolog i neuroanatom.

## Życiorys
Studiował na Uniwersytecie Yale, w 1908 otrzymał tytuł bakałarza. Następnie studiował medycynę na Columbia College of Physicians and Surgeons. W 1912 otrzymał tytuły Master of Arts i doktora medycyny. W 1939 został profesorem neurologii klinicznej.
Był przewodniczącym New York Neurological Society w latach 1932–1934, sekretarzem sekcji neurologii New York Academy of Medicine w latach 1922–1933 i jej przewodniczącym od 1923 do 1924. Był sekretarzem Amerykańskiego Towarzystwa Neurologicznego w latach 1922–1946 i przewodniczącym w kadencji 1946–1947. Między innymi z jego inicjatywy zorganizowano I Międzynarodowy Kongres Neurologiczny w Bernie w 1931.
W 1919 ożenił się z Mary Chapman Edgar. Po jej śmierci (w 1943) ożenił się powtórnie, z Margaret Hamilton Henshaw (w 1954). Zmarł w swoim domu w Nowym Jorku.
Był autorem atlasu jąder podstawy, pnia mózgu i rdzenia kręgowego oraz monografii poświęconej migrenie.

## Wybrane prace
- Tilney F, Riley H. The Form and Functions of the Central Nervous System, an Introduction to the Study of Nervous Diseases. New York: P.B. Hoeber, 1921
- Migraine. Neurological Institute, 1932
- An Atlas of the Basal Ganglia, Brain Stem and Spinal Cord. The Williams & Wilkins company, 1943